# Lista episoadelor din Bakugan: Noua Vestroia
Aceasta este lista episoadelor din Bakugan: Noua Vestroia, a doua serie a serialului de animație Bakugan. Sunt cunoscute 27 de episoade. Această serie este o producție canadiană a firmei Nelvana Limited. Mai jos sunt enumerate episodele curente.
1. Invazia Vestalilor 
2. Confruntarea cu Ace
3. Hipnotizat
4. Misiunea lui Marucho
5. Gustul înfrângerii
6. Întoarcerea unui prieten
7. Coșmar cibernetic
8. Care este planul?
9. Cursa spre libertate
10. Musafiri surpriză
11. Intrușii
12. Demascat
13. Voci în noapte
14. Duel între dune
15. Ultima șansă
16. Arată-mi puterea
17. Amice, unde mi-e Bakuganul?
18. Pa Pa Bakugan
19. Legături de familie
20. Tristețe în orașul Beta
21. Iubire de frate
22. Înfrângere în subteran
23. Luptă generalizată
24. Bakuganul suprem
25. Numărătoarea inversă
26. Întrunirea
27. 6 grade ale distrugerii
28. Răzbunarea Vexoșilor
29. Salvați de sirenă
30. Ziua în care Noua Vestroia a încremenit
31. Spectra își face apariția
32. Shadow atacă
33. Trădarea lui Brontes
34. Invadatorii Pământului
35. Elfin e pusă pe fugă
36. Lupta samurai
37. Nebunie virtuală
38. Totul sau nimic
39. Răzbunarea lui Spectra 
40. Ambuscada
41. Exterminarea Bakuganilor lupta finală
42. Exodul
43. Atacul Bakuganilor fantomă
44. Ultima bătălie a lui Spectra
45. Confuzia fuziunii
46. Revolta lui Volt
47. Recuperarea
48. Căderea lui Mylene
49. Un posibil moștenitor al tronului
50. Arma supremă
51. Toți pentru unul
52. Ultima înfruntare